# Borba (Amazonas)
Borba es un municipio de Brasil, situado en el estado de Amazonas. Con una población de 32 496 habitantes, se encuentra a 208 km de Manaus. Posee un área de 44 251 km². 